# Ukraiinka, Bilohirea
Ukraiinka (în ucraineană Українка) este un sat în așezarea urbană Bilohirea din regiunea Hmelnîțkîi, Ucraina.

## Demografie
Componența lingvistică a localității Ukraiinka
     Ucraineană (99,16%)
     Alte limbi (0,84%)
Conform recensământului din 2001, majoritatea populației localității Ukraiinka era vorbitoare de ucraineană (99,16%), existând în minoritate și vorbitori de alte limbi.